# Kaltfolienveredelung
Kaltfolienveredelung ist ein Druckverfahren, bei dem eine Folie auf ein Drucksubstrat aufgeklebt wird, um einen Veredelungseffekt zu erzielen. Im Gegensatz zur Heißfolienprägung ist hierbei keine hohe Temperatur, zusätzliches Werkzeug und vor allen Dingen kein aufwändiger Offlineprozess mit Heißfolien-Prägemaschinen (im Hochdruckverfahren) notwendig. Außerdem lässt sich die applizierte Folie bei der Kaltfolierung meist „inline“, also direkt nach dem Auftragen in der Maschine bedrucken, wodurch eine große Zahl unterschiedlicher Effekte erzielt werden kann.

## Funktionsweise des Verfahrens
Neben der Applikation der Folie über eine Offline-Kaltfolientransferanlage gibt es das relativ neue und deutlich effizientere Inlineverfahren. Für das Applizieren der Folie werden dazu insgesamt zwei Druckwerke benötigt. Über das Farbwalzensystem und eine konventionelle Offsetplatte wird im ersten Druckwerk ein spezieller, pastöser Kleber dem Motiv entsprechend auf das Drucksubstrat aufgebracht. Die Detailfeinheit entspricht dabei jener der Offsetplatte. Im zweiten Druckwerk wird die Folie über eine Auf- und Abwickeleinheit übertragen. Dazu wird die Folie zwischen Gummituch und Druckzylinder hindurchgeführt. Durch den Druck des Gummituchs wird die Folie auf die Stellen übertragen, die zuvor mit Klebstoff versehen wurden. Der Folienanteil, der hierbei nicht verklebt wird, wird anschließend mit der Trägerschicht in der Aufrollstation wieder aufgerollt. In den folgenden Druckwerken kann der Bedruckstoff mit den Folienapplikationen bedruckt werden. Selbstverständlich lassen sich die beiden ersten Druckwerke mit minimaler Rüstzeit nach dem Folienauftrag wieder für konventionelle Offsetdrucke verwenden.

### Vorteile
Die Veredelung mit Kaltfolie unterscheidet sich vor allem in einem Punkt von anderen Verfahren. Aufgrund der Möglichkeit, Kaltfolie mit konventionellen, UV- oder Hybrid-Druckfarben zu überdrucken, lassen sich neue, metallische Farbtöne erzeugen. Allein mit einer Silberfolie können so vielfältige andere Farbtöne generiert werden – zum Beispiel entsteht ein warmer Goldton, wenn man die Folie mit Gelb- und Magentaanteilen überdruckt. Insofern kann der Kaltfolientransfer als „Erweiterung“ des Farbraums betrachtet werden. Das erlaubt es unter anderem, auch farbige Muster mit nur einer Folie zu fertigen.
Insbesondere bei den modernen Inlineverfahren erfolgt das Überdrucken in einem Durchgang mit dem Kaltfolientransfer. Passgenauigkeit und Auflösung sind dabei ausgesprochen hoch, Rüstzeiten dagegen sehr gering. Zudem können die Folien bei voller Produktionsgeschwindigkeit appliziert werden.

### Mögliche Probleme
Im Vergleich zur Heißfolienprägung ist die Wirkung der Kaltfolie matter, nicht ganz so glänzend und kratzempfindlicher. Papiere mit einer offenen Oberflächenstruktur (Naturpapiere) können nicht mit Kaltfolie veredelt werden.

### Geeignete Anwendung
Der Kaltfolientransfer eignet sich aufgrund seiner Eigenschaften für eine ganze Reihe von Druckprodukten. Das reicht von der Verpackung bis zu Akzidenzen und Faksimiles. Aufgrund des hohen Auflösungsvermögens lassen sich von der Schrift bis hin zu filigranen Designelementen viele Gestaltungsvarianten realisieren.

### Geeignete Motive
Für den Kaltfolientransfer sind insbesondere farbige, metallische Motive geeignet. Neben flächigen Veredelungen bietet sich das Verfahren auch für filigrane Motive an, da durch niedrige Temperaturen Passerprobleme vermieden werden. Beim Kaltfolientransfer sind die Resultate präzise, sowohl bei dünnen Linien als auch bei Vollflächen.
Die zu veredelnden Bestandteile sollten sich möglichst scharf vom Hintergrund absetzen. Spitzlichter können aus der Kaltfolie ausgespart werden. Sehr weiche und größere Lichtflächen eignen sich dagegen weniger gut.

## Überdrucken von Folienflächen
Durch das Überdrucken einer Silberfolie sind sehr viele Farbnuancen erzielbar, unter anderem auch Silber- oder Goldeffekte. Das Überdrucken mit Orange liefert z. B. einen goldenen Metalliceffekt, mit Blau entsteht ein blauer Metallicton, mit Schwarz ein tiefes, hochglänzendes Schwarz. Somit ist man an keinen bestimmten Folientyp gebunden, wie z. B. beim Heißfolienprägen. Die gewünschte Färbung wird auf einer Standard-Silberfolie erzeugt.
Das macht den Prozess flexibler und spart Kosten. Bild- oder Strichelemente können auf der Folie dargestellt werden. Dabei ist darauf zu achten, dass feine Strichelemente auf der Folie aufgrund des hohen Glanzes an Kontrast verlieren. Das heißt, dünne Linien sind unter einem bestimmten Betrachtungswinkel nicht mehr wahrnehmbar, feine Schriften mit einer niedrigen Flächendeckung werden schwer lesbar.
Um einen gut wahrnehmbaren Kontrast zu erzeugen, können folgende Richtwerte verwendet werden:

### Linien
- ≤ 0,5 pt min. 50 Prozent Flächendeckung
- >0,5 pt min. 30 Prozent Flächendeckung

Je heller die Farbe, desto schlechter ist der Kontrast auf der Folie. Um Lesbarkeit und Kontrast zu erzielen, sollten besonders bei hellen Farbtönen wie z. B. Gelb, Orange und Rosa stärkere Linienstärken und hohe Flächendeckungen gewählt werden.

### Gerasterte Folie überdrucken
Ein weiterer Effekt kann erzielt werden, wenn die Folie gerastert und anschließend überdruckt wird. Ein Rasterverlauf in der Folie beeinflusst einerseits die Farbwirkung, andererseits den Glanz. Der Farbton erscheint reiner als auf einer vollflächigen Silberfolie, Abstufungen in den Farbtönen sind klarer wahrnehmbar. Die Glätte wird durch die Rasterstruktur etwas zurückgedrängt, der Metalliceffekt und der Hochglanz nehmen leicht ab.
Bei Rasterverläufen der Folie ist darauf zu achten, dass die Folienelemente eine Flächendeckung von 40 Prozent nicht unterschreiten.

### Feine Strichelemente überdrucken
Durch den Inline-Prozess kann eine hohe Passgenauigkeit auch beim Überdrucken feiner Folienelemente gewährleistet werden. Der Passer entspricht dem des Offsetdrucks, sehr scharfe Übergänge zwischen Folienbereichen und dem sonstigen Druckbild sind daher möglich. Auf eine Überfüllung der Folie ist genau wie bei einem Farbdruck zu achten.

### Sicherheitsmerkmale
Folienelemente dienen als bewährte Sicherheitsmerkmale für verschiedene Produkte wie Faltschachteln und Eintrittskarten. Denkbar wäre auch ein Folieneinsatz im Wertpapierdruck.
Gerade mit dem Einsatz von einer Effektfolie oder Folienkombinationen kann Produktfälschungen entgegengewirkt werden.
Der ROLAND InlineFoiler Prindor ermöglicht die Kombination von sowohl flächigen als auch feinen Strich- und Rasterelementen sowie die Option des Überdruckens. Auf diese Weise können vielfältige Sicherheitsmerkmale entstehen.

### Anlegen eines Dokuments
Die Folie wird als »fünfte Farbe« behandelt und daher als Sonderfarbe angelegt.
Soll die Folie überdruckt werden, müssen die Folienbereiche auf Überdrucken gestellt und bei den meisten Programmen in den Vordergrund platziert werden. Mit der Adobe Acrobat Funktion »Überdrucken Simulieren« können die Einstellungen überprüft werden. Das geschieht, wie bei einer üblichen Sonderfarb-Anwendung, anhand der Farbauszüge.

## Applikation als Vollfläche, im Raster oder als Strich- und Schriftelemente

### Vollfläche
Eine beliebig große Vollfläche ist sauber realisierbar, großflächige Folienanwendungen sind problemlos möglich. Überdruckte Folienflächen oder ausgesparte feine Elemente erregen die Aufmerksamkeit der Betrachter.

### Raster
Bei Verwendung eines groben Rasters von 30 l/cm bis 60 l/cm können Rasterfelder mit Folie in einer sehr guten Qualität „gedruckt“ werden. Flächendeckungen von 40 bis 100 Prozent zeigen ein sauberes Ablöseverhalten der Folie. Dadurch werden interessante Effekte erzielt, die mit anderen Verfahren nur sehr eingeschränkt möglich sind.

### Schrift
Sehr feine Schriftelemente sind sowohl positiv als auch negativ realisierbar.
- Serifenbetonte Schrift: ab 5 pt
- Serifenlose Schrift: ab 3 pt

Die Schrift ist gut lesbar und zeichnet sich durch eine hohe Randschärfe aus.

### Strichelemente
Feine Striche ab 0,25 pt werden mit hervorragender Randschärfe sauber dargestellt.

## Dienstleister mit speziellen Leistungen

### Compact Foilers CF1000 – Kaltfolienveredelung und Holografische Effekte
Das Modul CF1000 erlaubt sowohl die Veredelung mit Kaltfolie wie auch mit Relieffolie / Cast and Cure zur Erreichung von holografischen Effekten.  Da das Modul mobil und nicht direkt mit der Druckmaschine verbunden ist, kann es mittels Docking-Stationen an verschiedenen Stellen der Druckmaschine wie auch an verschiedenen Druckmaschinen eingesetzt werden. Durch den berührungsfreien Lauf der Folie wird einer Verschmutzung des Druckgutes vorgebeugt. Dank äußerst genauer Wiederaufrollung der Folie sowie eines ausgeklügelten Registersystems können die teuren Folien mehrfach verwendet werden. Das Beladen der Rollen ist ebenerdig ohne Hebewerkzeug. Parallelbahnen und volle Maschinengeschwindigkeit erlauben viele Möglichkeiten.

### FoilStar – Heidelberger Druckmaschinen AG
Die Heidelberger Druckmaschinen AG (Heidelberg) hat ihr FoilStar-Modul für die Baureihen Speedmaster CD 74, CD 102 und XL 105 entwickelt. Mit dem FoilStar wird Kaltfolie im Offsetdruckverfahren aufgetragen, wodurch sich metallische Veredelungen auf die unterschiedlichsten Bedruckstoffe aufbringen lassen. Die Grammaturen reichen dabei von 70 g/m² bis zu 400 g/m². Die Folie kann auch in einem Mehrbahnsystem appliziert werden – bis zu sechs Bahnen mit verschiedenen Folien in unterschiedlicher Bahnbreite sind so einsetzbar.

### ROLAND InlineFoiler – manroland sheetfed GmbH
Anwendungsbeispiele der ROLAND InlineFoiler Prindor sind Gold- und Silbereffekte, über spezielle Musterdesigns lassen sich nahezu beliebige Varianten verwirklichen. Die auf den Bedruckstoff transferierte Metallfolie kann direkt überdruckt werden. Dadurch kann fast jeder beliebige Farbton nachgestellt werden, die Bindung an bestimmte Folienfarbtypen entfällt.

### UV Inline Casting and Foiling – RYOBI Limited
Mit dem UV Inline Casting and Foiling-Modul von RYOBI kann anstatt der Kaltfolienveredelung auch eine Inline-Effektveredelung (UV Casting) durchgeführt werden. Die Technologie basiert dabei auf der Aufbringung eines UV-Lackes, der mit Hilfe einer Relieffolie oberflächenveredelt und UV gehärtet wird. Der UV-Kleber für die Kaltfolienveredelung respektive UV-Lack für die Effekt-Veredelung wird über ein Lackwerk statt über ein Druckwerk aufgebracht.

## Potenziale des Veredelungsverfahrens
Der Kaltfolientransfer ist eine noch relativ junge Veredelungstechnik. Insbesondere Forschung und Entwicklung der Materialkomponenten „Folientypen, Bedruckstoff, Folienkleber und Druckfarben“ sind noch nicht abgeschlossen. Im Rahmen des Forschungs- und Entwicklungsprojekts PrintPerfection stehen die Dienstleister Margreff Druck und Medien und GG-Media mit Tests und Materialentwicklungen zur Verfügung. Auch ein Proofsystem zur Simulation der Kaltfolie zu Präsentationszwecken ist inzwischen verfügbar.